# Canadaboys SK
Canadaboys SK was een Belgische voetbalclub uit Antwerpen. De club sloot in 1948 aan bij de KBVB met stamnummer 4872.
In 1961 nam de club ontslag uit de KBVB.

## Geschiedenis
Canadaboys SK werd in september 1947 opgericht en sloot in maart 1948 aan bij de KBVB met rood en wit als clubkleuren.
De club speelde tussen 1948 en 1961 dertien seizoenen op het derde provinciale niveau, wat toen de laagste afdeling was.
De sportieve hoogtepunten waren de seizoenen 1954-1955 en 1955-1956 toen men een vierde plaats behaalde.
In 1961 nam de club ontslag uit de KBVB.